# Tour de Pékin 2014
La 4e édition du Tour de Pékin s'est déroulée du 10 au 14 octobre 2014. Il s'agit de la dernière épreuve de l'UCI World Tour 2014.

## Présentation

### Parcours
Cette année le Tour de Pékin dure 5 jours et part de Pékin pour revenir dans la capitale chinoise. Les deux premières étapes sont promises aux sprinteurs alors que la suivante est plus accidentée. La 4e étape est montagneuse bien que peu d’écarts semblent possibles entre les favoris en raison de la faible difficulté des montées . L’étape finale doit également voir un sprinteur s’imposer.

### Équipes
UCI ProTeams
| Nom de l'équipe         | Pays        | Code |
| ----------------------- | ----------- | ---- |
| AG2R La Mondiale        | France      | ALM  |
| Belkin                  | Pays-Bas    | BEL  |
| BMC Racing              | États-Unis  | BMC  |
| Cannondale              | Italie      | CAN  |
| Europcar                | France      | EUC  |
| FDJ.fr                  | France      | FDJ  |
| Garmin-Sharp            | États-Unis  | GRS  |
| Giant-Shimano           | Pays-Bas    | GIA  |
| Katusha                 | Russie      | KAT  |
| Lampre-Merida           | Italie      | LAM  |
| Lotto-Belisol           | Belgique    | LTB  |
| Movistar                | Espagne     | MOV  |
| Omega Pharma-Quick Step | Belgique    | OPQ  |
| Orica-GreenEDGE         | Australie   | OGE  |
| Sky                     | Royaume-Uni | SKY  |
| Tinkoff-Saxo            | Russie      | TCS  |
| Trek Factory Racing     | États-Unis  | TFR  |

### Favoris
Concernant les favoris pour le classement général, on retrouve le Colombien éligible au maillot blanc Esteban Chaves, l’Irlandais de la Garmin-Sharp : Dan Martin et le Belge Philippe Gilbert. On retrouve également Rui Costa pour la Lampre-Merida ou le Français Warren Barguil.
Quant au classement par points, Luka Mezgec, Tyler Farrar, Caleb Ewan et Philippe Gilbert semblent les meilleurs coureurs pour remporter ce maillot.

## Étapes
| Étape     | Date       | Villes étapes                         |                           | Distance (km) | Vainqueur d’étape | Leader du classement général |
| --------- | ---------- | ------------------------------------- | ------------------------- | ------------- | ----------------- | ---------------------------- |
| 1re étape | 10 octobre | Chong Li - Zhangjiakou                | Étape de plaine           | 167,0         | Luka Mezgec       | Luka Mezgec                  |
| 2e étape  | 11 octobre | Chong Li - Yanqing                    | Étape de plaine           | 111,0         | Philippe Gilbert  | Philippe Gilbert             |
| 3e étape  | 12 octobre | Yanqing - Qianjiandian                | Étape de moyenne montagne | 176,0         | Tyler Farrar      | Philippe Gilbert             |
| 4e étape  | 13 octobre | Yanqing - Miaofengshan                | Étape de montagne         | 157,0         | Daniel Martin     | Philippe Gilbert             |
| 5e étape  | 14 octobre | Place Tian'anmen - Bird's Nest Piazza | Étape de plaine           | 117,0         | Sacha Modolo      | Philippe Gilbert             |

## Déroulement de la course

### 1reétape
|    | Coureur           | Équipe                  |    | Temps           |
| -- | ----------------- | ----------------------- | -- | --------------- |
| 1  | Luka Mezgec       | Giant-Shimano           | en | 4 h 22 min 58 s |
| 2  | Caleb Ewan        | Orica-GreenEDGE         | +  | m.t             |
| 3  | Tyler Farrar      | Garmin-Sharp            |    | m.t             |
| 4  | Sacha Modolo      | Lampre-Merida           |    | m.t             |
| 5  | Nikolas Maes      | Omega Pharma-Quick Step |    | m.t             |
| 6  | Moreno Hofland    | Belkin                  |    | m.t             |
| 7  | Steele Von Hoff   | Garmin-Sharp            |    | m.t             |
| 8  | Boy van Poppel    | Trek Factory Racing     |    | m.t             |
| 9  | Davide Appollonio | AG2R La Mondiale        |    | m.t             |
| 10 | Olivier Le Gac    | FDJ.fr                  |    | m.t             |

|    | Coureur            | Équipe                  |    | Temps           |
| -- | ------------------ | ----------------------- | -- | --------------- |
| 1  | Luka Mezgec        | Giant-Shimano           | en | 4 h 22 min 48 s |
| 2  | Caleb Ewan         | Orica-GreenEDGE         | +  | 4 s             |
| 3  | Julian Kern        | AG2R La Mondiale        |    | 5 s             |
| 4  | Tyler Farrar       | Garmin-Sharp            |    | 6 s             |
| 5  | Jérémy Roy         | FDJ.fr                  |    | 6 s             |
| 6  | Tosh Van der Sande | Lotto-Belisol           |    | 8 s             |
| 7  | Philippe Gilbert   | BMC Racing              |    | 9 s             |
| 8  | Sacha Modolo       | Lampre-Merida           |    | 10 s            |
| 9  | Nikolas Maes       | Omega Pharma-Quick Step |    | 10 s            |
| 10 | Moreno Hofland     | Belkin                  |    | 10 s            |

### 2eétape
|    | Coureur                     | Équipe                  |    | Temps           |
| -- | --------------------------- | ----------------------- | -- | --------------- |
| 1  | Philippe Gilbert            | BMC Racing              | en | 2 h 29 min 02 s |
| 2  | Reinardt Janse van Rensburg | Giant-Shimano           | +  | m.t.            |
| 3  | Rui Costa                   | Lampre-Merida           |    | m.t.            |
| 4  | Sergey Chernetskiy          | Katusha                 |    | m.t.            |
| 5  | Daniel Martin               | Garmin-Sharp            |    | m.t.            |
| 6  | Pieter Serry                | Omega Pharma-Quick Step |    | m.t.            |
| 7  | Jesús Herrada               | Movistar                |    | m.t.            |
| 8  | Esteban Chaves              | Orica-GreenEDGE         |    | m.t.            |
| 9  | Daryl Impey                 | Orica-GreenEDGE         |    | m.t.            |
| 10 | Mikaël Cherel               | AG2R La Mondiale        |    | m.t.            |

|    | Coureur                     | Équipe                  |    | Temps           |
| -- | --------------------------- | ----------------------- | -- | --------------- |
| 1  | Philippe Gilbert            | BMC Racing              | en | 6 h 51 min 49 s |
| 2  | Reinardt Janse van Rensburg | Giant-Shimano           | +  | 5 s             |
| 3  | Rui Costa                   | Lampre-Merida           |    | 7 s             |
| 4  | Jesús Herrada               | Movistar                |    | 11 s            |
| 5  | Pieter Serry                | Omega Pharma-Quick Step |    | 11 s            |
| 6  | Mikaël Cherel               | AG2R La Mondiale        |    | 11 s            |
| 7  | Sergey Chernetskiy          | Katusha                 |    | 11 s            |
| 8  | Rigoberto Urán              | Omega Pharma-Quick Step |    | 11 s            |
| 9  | Warren Barguil              | Giant-Shimano           |    | 11 s            |
| 10 | Julián Arredondo            | Trek Factory Racing     |    | 11 s            |

### 3eétape
|    | Coureur              | Équipe                  |    | Temps           |
| -- | -------------------- | ----------------------- | -- | --------------- |
| 1  | Tyler Farrar         | Garmin-Sharp            | en | 4 h 15 min 46 s |
| 2  | Luka Mezgec          | Giant-Shimano           | +  | m.t.            |
| 3  | Nikolas Maes         | Omega Pharma-Quick Step |    | m.t.            |
| 4  | Moreno Hofland       | Belkin                  |    | m.t.            |
| 5  | Maximiliano Richeze  | Lampre-Merida           |    | m.t.            |
| 6  | Edvald Boasson Hagen | Sky                     |    | m.t.            |
| 7  | Danny van Poppel     | Trek Factory Racing     |    | m.t.            |
| 8  | Boy van Poppel       | Trek Factory Racing     |    | m.t.            |
| 9  | Davide Appollonio    | AG2R La Mondiale        |    | m.t.            |
| 10 | Caleb Ewan           | Orica-GreenEDGE         |    | m.t.            |

|    | Coureur                     | Équipe                  |    | Temps            |
| -- | --------------------------- | ----------------------- | -- | ---------------- |
| 1  | Philippe Gilbert            | BMC Racing              | en | 11 h 07 min 35 s |
| 2  | Reinardt Janse van Rensburg | Giant-Shimano           | +  | 5 s              |
| 3  | Rui Costa                   | Lampre-Merida           |    | 7 s              |
| 4  | Daryl Impey                 | Orica-GreenEDGE         |    | 9 s              |
| 5  | Jesús Herrada               | Movistar                |    | 10 s             |
| 6  | Luka Mezgec                 | Giant-Shimano           |    | 11 s             |
| 7  | Pieter Serry                | Omega Pharma-Quick Step |    | 11 s             |
| 8  | Sergey Chernetskiy          | Katusha                 |    | 11 s             |
| 9  | Mikaël Cherel               | AG2R La Mondiale        |    | 11 s             |
| 10 | Warren Barguil              | Giant-Shimano           |    | 11 s             |

### 4eétape
|    | Coureur            | Équipe                  |    | Temps           |
| -- | ------------------ | ----------------------- | -- | --------------- |
| 1  | Daniel Martin      | Garmin-Sharp            | en | 4 h 12 min 14 s |
| 2  | Esteban Chaves     | Orica-GreenEDGE         | +  | 2 s             |
| 3  | Philippe Gilbert   | BMC Racing              |    | 2 s             |
| 4  | Rui Costa          | Lampre-Merida           |    | 2 s             |
| 5  | Julián Arredondo   | Trek Factory Racing     |    | 10 s            |
| 6  | Rinaldo Nocentini  | AG2R La Mondiale        |    | 10 s            |
| 7  | Warren Barguil     | Giant-Shimano           |    | 10 s            |
| 8  | Rigoberto Urán     | Omega Pharma-Quick Step |    | 10 s            |
| 9  | Sergey Chernetskiy | Katusha                 |    | 10 s            |
| 10 | David López García | Sky                     |    | 13 s            |

|    | Coureur            | Équipe                  |    | Temps            |
| -- | ------------------ | ----------------------- | -- | ---------------- |
| 1  | Philippe Gilbert   | BMC Racing              | en | 15 h 19 min 47 s |
| 2  | Daniel Martin      | Garmin-Sharp            | +  | 3 s              |
| 3  | Esteban Chaves     | Orica-GreenEDGE         |    | 9 s              |
| 4  | Rui Costa          | Lampre-Merida           |    | 11 s             |
| 5  | Sergey Chernetskiy | Katusha                 |    | 23 s             |
| 6  | Warren Barguil     | Giant-Shimano           |    | 23 s             |
| 7  | Julián Arredondo   | Trek Factory Racing     |    | 23 s             |
| 8  | Rinaldo Nocentini  | AG2R La Mondiale        |    | 23 s             |
| 9  | Rigoberto Urán     | Omega Pharma-Quick Step |    | 23 s             |
| 10 | Pieter Serry       | Omega Pharma-Quick Step |    | 26 s             |

### 5eétape
|    | Coureur              | Équipe           |    | Temps           |
| -- | -------------------- | ---------------- | -- | --------------- |
| 1  | Sacha Modolo         | Lampre-Merida    | en | 2 h 40 min 10 s |
| 2  | Gregory Henderson    | Lotto-Belisol    | +  | m.t.            |
| 3  | Edvald Boasson Hagen | Sky              |    | m.t.            |
| 4  | Tyler Farrar         | Garmin-Sharp     |    | m.t.            |
| 5  | Moreno Hofland       | Belkin           |    | m.t.            |
| 6  | Luka Mezgec          | Giant-Shimano    |    | m.t.            |
| 7  | Davide Appollonio    | AG2R La Mondiale |    | m.t.            |
| 8  | Ben Swift            | Sky              |    | m.t.            |
| 9  | Caleb Ewan           | Orica-GreenEDGE  |    | m.t.            |
| 10 | Enrique Sanz         | Movistar         |    | m.t.            |

|    | Coureur            | Équipe                  |    | Temps            |
| -- | ------------------ | ----------------------- | -- | ---------------- |
| 1  | Philippe Gilbert   | BMC Racing              | en | 17 h 59 min 57 s |
| 2  | Daniel Martin      | Garmin-Sharp            | +  | 3 s              |
| 3  | Esteban Chaves     | Orica-GreenEDGE         |    | 9 s              |
| 4  | Rui Costa          | Lampre-Merida           |    | 11 s             |
| 5  | Sergey Chernetskiy | Katusha                 |    | 23 s             |
| 6  | Warren Barguil     | Giant-Shimano           |    | 23 s             |
| 7  | Julián Arredondo   | Trek Factory Racing     |    | 23 s             |
| 8  | Rinaldo Nocentini  | AG2R La Mondiale        |    | 23 s             |
| 9  | Rigoberto Urán     | Omega Pharma-Quick Step |    | 23 s             |
| 10 | Mikaël Cherel      | AG2R La Mondiale        |    | 26 s             |

## Classements finals

### Classement général
|    | Cycliste           | Pays     | Équipe                  |    | Temps            |
| -- | ------------------ | -------- | ----------------------- | -- | ---------------- |
| 1  | Philippe Gilbert   | Belgique | BMC Racing              | en | 17 h 59 min 57 s |
| 2  | Daniel Martin      | Irlande  | Garmin-Sharp            | +  | 3 s              |
| 3  | Esteban Chaves     | Colombie | Orica-GreenEDGE         |    | 9 s              |
| 4  | Rui Costa          | Portugal | Lampre-Merida           |    | 11 s             |
| 5  | Sergey Chernetskiy | Russie   | Katusha                 |    | 23 s             |
| 6  | Warren Barguil     | France   | Giant-Shimano           |    | 23 s             |
| 7  | Julián Arredondo   | Colombie | Trek Factory Racing     |    | 23 s             |
| 8  | Rinaldo Nocentini  | Italie   | AG2R La Mondiale        |    | 23 s             |
| 9  | Rigoberto Urán     | Colombie | Omega Pharma-Quick Step |    | 23 s             |
| 10 | Mikaël Cherel      | France   | AG2R La Mondiale        |    | 26 s             |

### Classements annexes
|   | Cycliste       | Équipe        | Points |
| - | -------------- | ------------- | ------ |
| 1 | Tyler Farrar   | Garmin-Sharp  | 45     |
| 2 | Luka Mezgec    | Giant-Shimano | 44     |
| 3 | Moreno Hofland | Belkin        | 33     |

|   | Cycliste         | Équipe                  | Points |
| - | ---------------- | ----------------------- | ------ |
| 1 | Michał Gołaś     | Omega Pharma-Quick Step | 44     |
| 2 | Guillaume Boivin | Cannondale              | 30     |
| 3 | Julien Vermote   | Omega Pharma-Quick Step | 25     |

|   | Cycliste           | Équipe          |    | Temps            |
| - | ------------------ | --------------- | -- | ---------------- |
| 1 | Esteban Chaves     | Orica-GreenEDGE | en | 18 h 00 min 06 s |
| 2 | Sergey Chernetskiy | Katusha         | +  | 14 s             |
| 3 | Warren Barguil     | Giant-Shimano   |    | 14 s             |

|   | Équipe          | Pays            |    | Temps            |
| - | --------------- | --------------- | -- | ---------------- |
| 1 | Orica-GreenEDGE | Australie       | en | 54 h 01 min 16 s |
| 2 | Europcar        | France          | +  | 1 min 19 s       |
| 3 | Sky             | Grande-Bretagne |    | 1 min 25 s       |

### UCI World Tour
Ce Tour de Pékin attribue des points pour l'UCI World Tour 2014, seulement aux coureurs des équipes ayant un label ProTeam.
| Position           | 1er | 2e | 3e | 4e | 5e | 6e | 7e | 8e | 9e | 10e |
| Classement général | 100 | 80 | 70 | 60 | 50 | 40 | 30 | 20 | 10 | 4   |
| Par étape          | 6   | 4  | 2  | 1  | 1  |    |    |    |    |     |

| # | Coureur            | Équipe                  | Points |
| - | ------------------ | ----------------------- | ------ |
| 1 | Philippe Gilbert   | BMC Racing              | 108    |
| 2 | Daniel Martin      | Garmin-Sharp            | 87     |
| 3 | Esteban Chaves     | Orica-GreenEDGE         | 74     |
| 4 | Rui Costa          | Lampre-Merida           | 63     |
| 5 | Sergey Chernetskiy | Katusha                 | 51     |
| 6 | Warren Barguil     | Giant-Shimano           | 40     |
| 7 | Julián Arredondo   | Trek Factory Racing     | 31     |
| 8 | Rinaldo Nocentini  | AG2R La Mondiale        | 20     |
| 9 | Luka Mezgec        | Giant-Shimano           | 10     |
| 9 | Rigoberto Urán     | Omega Pharma-Quick Step | 10     |

| Suite du classement (11-20) | Suite du classement (11-20) | Suite du classement (11-20) | Suite du classement (11-20) |
| --------------------------- | --------------------------- | --------------------------- | --------------------------- |
| 11                          | Tyler Farrar                | Garmin-Sharp                | 9                           |
| 12                          | Sacha Modolo                | Lampre-Merida               | 7                           |
| 13                          | Caleb Ewan                  | Orica-GreenEDGE             | 4                           |
| 13                          | Reinardt Janse van Rensburg | Giant-Shimano               | 4                           |
| 13                          | Gregory Henderson           | Lotto-Belisol               | 4                           |
| 13                          | Mikaël Cherel               | AG2R La Mondiale            | 4                           |
| 17                          | Nikolas Maes                | Omega Pharma-Quick Step     | 3                           |
| 18                          | Edvald Boasson Hagen        | Sky                         | 2                           |
| 18                          | Moreno Hofland              | Belkin                      | 2                           |
| 20                          | Maximiliano Richeze         | Lampre-Merida               | 1                           |

## Évolution des classements
| Étape              | Vainqueur          | Classement général | Classement par points | Classement de la montagne | Classement du meilleur jeune | Classement par équipes  |
| ------------------ | ------------------ | ------------------ | --------------------- | ------------------------- | ---------------------------- | ----------------------- |
| 1                  | Luka Mezgec        | Luka Mezgec        | Luka Mezgec           | Tosh Van der Sande        | Caleb Ewan                   | Giant-Shimano           |
| 2                  | Philippe Gilbert   | Philippe Gilbert   | Philippe Gilbert      | Tosh Van der Sande        | Jesús Herrada                | Omega Pharma-Quick Step |
| 3                  | Tyler Farrar       | Philippe Gilbert   | Tyler Farrar          | Michał Gołaś              | Jesús Herrada                | Giant-Shimano           |
| 4                  | Daniel Martin      | Philippe Gilbert   | Luka Mezgec           | Michał Gołaś              | Esteban Chaves               | Orica-GreenEDGE         |
| 5                  | Sacha Modolo       | Philippe Gilbert   | Tyler Farrar          | Michał Gołaś              | Esteban Chaves               | Orica-GreenEDGE         |
| Classements finals | Classements finals | Philippe Gilbert   | Tyler Farrar          | Michał Gołaś              | Esteban Chaves               | Orica-GreenEDGE         |